# Governo Soult I
Il Governo Soult I è stato  un governo francese della monarchia di luglio, in carica dall'11 ottobre 1832 al 18 luglio 1834, per un totale di 1 anno, 9 mesi e 7 giorni.

## Cronologia
- 16 maggio 1832: il primo ministro Périer soccombe al colera; viene sostituito come ministro dell'interno da Camille de Montalivet, che presiede ad interim la presidenza del consiglio.
- 4 giugno 1832: approfittando del vuoto di potere, la Duchessa di Berry dà il via a una rivolta legittimista in Vandea e Bretagna in favore del figlio e pretendente Enrico.
- 5 giugno 1832: in occasione dei funerali del generale Lamarque (anch'egli morto 4 giorni prima di colera), alcuni repubblicani parigini danno vita a un'insurrezione.
- 7 giugno 1832: il Maresciallo Georges Mouton soffoca senza troppe difficoltà la rivolta a Parigi.
- 15 giugno 1832: la rivolta legittimista viene stroncata dall'esercito dopo la resa di Nantes, assediata da 6 giorni; la Duchessa di Berry viene dichiarata latitante.
- 22 settembre 1832: essendosi bloccate le trattative tra i tre grandi capigruppo della Camera (Guizot, Laffitte e Dupin), il re Luigi Filippo propone un governo di tutti i talenti, guidato da una "spada illustre" come il Maresciallo Soult, già ministro della guerra.
- 11 ottobre 1832: il Maresciallo Soult, vicino al sovrano, presta giuramento alla Camera e presenta il suo governo, composto unicamente dal centro-destra bipartito di Guizot e De Broglie.[1]
- 7 novembre 1832: la Duchessa di Berry viene arrestata a Nantes, venendo incarcerata presso la cittadella di Blaye.
- 15 novembre 1832: in risposta al tentativo del sovrano olandese Guglielmo I di riappropriarsi del Belgio, la città di Anversa viene posta sotto assedio francese.
- 23 dicembre 1832: Anversa cade dopo 8 giorni d'assedio; l'indipendenza belga viene definitivamente sancita.
- 31 dicembre 1832: alla vigilia del nuovo anno, il ministro dell'interno Adolphe Thiers, reso popolare dall'arresto della Duchessa, effettua uno "scambio" di ministeri con il ministro del commercio Antoine d'Argout.
- 29 febbraio 1833: viene rilevato sul quotidiano Le Moniteur universel lo stato di gravidanza della vedova Duchessa di Berry; lo scandalo seguente, aggravato dal suo matrimonio riparatore con l'amante Ettore Lucchesi-Palli, scuotono il partito legittimista a vantaggio del centro-destra.
- 4 Aprile 1834: il ministro degli esteri De Broglie rassegna le dimissioni dopo il rifiuto del sovrano di firmare l'accordo con gli Stati Uniti circa il versamento a quest'ultimi di un indennizzo per i danni subiti durante la "Quasi-guerra" del 1798; i ministri a lui fedeli si vedono contemporaneamente estromessi dalle proprie cariche.
- 9 aprile 1834: si riaccende la rivolta dei Canuts; l'esercito di stanza a Lione, minoritario rispetto agli insorti, chiede l'assistenza della Guardia nazionale.
- 15 aprile 1834: il primo ministro Soult invia 20.000 unità per sopprimere i Canuts; già infaustamente ricordato per la precedente repressione, la sua popolarità presso il ceto medio e operaio subisce una totale caduta.
- Luglio 1834: i ministri Thiers e Guizot, insoddisfatti dell'atteggiamento del premier Sault, danno vita a una crisi di governo circa la "questione algerina", con Sault che propende per un mantenimento del governo militare e Guizot e Thiers che ne supportano uno civile.
- 18 luglio 1834: di fronte all'avversione del resto del gabinetto, Sault rassegna le dimissioni al sovrano, che prontamente lo sostituisce con un'altra "spada illustre" a lui vicina, ovvero il generale Gérard.

## Consiglio dei Ministri
Il governo, composto da otto ministri (oltre al presidente del consiglio), vedeva inizialmente partecipi:
| Carica                                       | Titolare | Titolare           | Partito       |  |
| -------------------------------------------- | -------- | ------------------ | ------------- |  |
| Presidente del Consiglio dei Ministri        |          | Jean-de-Dieu Soult | Nessuno       |  |
|                                              |          |                    |               |  |
| Ministro degli Affari Esteri                 |          | Victor de Broglie  | Centro-destra |  |
| Ministro dell'Interno                        |          | Adolphe Thiers     | Centro-destra |  |
| Ministro della Giustizia                     |          | Félix Barthe       | Centro-destra |  |
| Ministro della Guerra                        |          | Jean-de-Dieu Soult | Nessuno       |  |
| Ministro della Marina e delle Colonie        |          | Henri de Rigny     | Centro-destra |  |
| Ministro delle Finanze                       |          | Georges Humann     | Centro-destra |  |
| Ministro della Pubblica Istruzione           |          | François Guizot    | Centro-destra |  |
| Ministro del Commercio e dei Lavori Pubblici |          | Antoine d'Argout   | Centro-destra |  |

Il 31 dicembre 1832, su spinta di Adolphe Thiers, reso popolare per il suo ruolo nell'arresto della Duchessa di Berry e desideroso di passare in un ministero che lo facesse entrare in contatto con i settori industriali del Paese, si ebbe il primo rimpasto di governo:
- agli Interni, Thiers venne sostituito da Antoine d'Argout.
- al Commercio e Lavori Pubblici, D'Argout venne sostituito da Thiers.

Il 4 aprile 1834, si ebbe un secondo rimpasto di portata ben maggiore, a causa della crisi ministeriale innescata dalle dimissioni del ministro degli esteri De Broglie, in conflitto con il sovrano. I cambi ministeriali furono: 
- agli Esteri, De Broglie venne sostituito da Henri de Rigny.
- alla Marina, De Rigny venne sostituito dall'ammiraglio Louis Jacob.
- agli Interni, D'Argout venne sostituito dal suo predecessore Thiers.
- al Commercio e Lavori Pubblici, Thiers venne sostituito da Tanneguy Duchâtel.
- alla Giustizia, Félix Barthe venne sostituito da Jean-Charles Persil.